# Melissa Nathan
Melissa Nathan (ur. 13 czerwca 1968 w Watford, zm. 7 kwietnia 2006) – brytyjska pisarka i dziennikarka.

## Wykształcenie
Melissa Nathan studiowała na Politechnice w Pontypridd. Skończyła kurs dziennikarski na uniwersytecie w Cardiff i rozpoczęła swoją dziennikarską współpracę z różnymi czasopismami.

## Życie prywatne
Melissa Nathan miała męża Andrew i syna Sama.

## Choroba i śmierć
W 2003 roku dowiedziała się, że ma raka piersi. 7 kwietnia 2006 roku zmarła.

## Twórczość
- Duma, uprzedzenie i gra pozorów (1998)
- Przekonać Annie (1998)
- Niania w Londynie (2003)
- Nauczycielka (2004)
- Kelnerka (2006)